# Iligole
Iligole ist ein osttimoresischer Ort im Suco Oeleo (Verwaltungsamt Bobonaro, Gemeinde Bobonaro). Er liegt im Nordwesten der Aldeia Oeleo Taz, auf einer Meereshöhe von 872 m. Durch die kleine Siedlung führt die Überlandstraße von Maliana nach Bobonaro. Der nächste Ort an der Straße ist Oeleo im Osten. Nordwestlich gelangt man nach Odomau Foho.